# Ernesto Laura
Ernesto Emilio Mario Laura (Porto Maurizio, 23 marzo 1879 – Padova, 29 dicembre 1949) è stato un matematico italiano.

## Biografia
Figlio del pittore e insegnante di disegno Domenico Laura, dopo gli studi di ragioneria nella città natale si iscrisse all'Università di Torino, nella quale fu allievo di Carlo Somigliana e di Giacinto Morera che lo volle, subito dopo la laurea conseguita nel 1901, come assistente di calcolo infinitesimale; successivamente, nel 1909 passò a meccanica razionale, subentrando nell'insegnamento allo stesso Morera. Nel 1915 divenne professore straordinario di fisica matematica all'Università di Messina, e nel 1916 professore ordinario di meccanica razionale e di geodesia teoretica all'Università di Pavia, nella quale prese servizio solo nel 1918 perché chiamato alle armi dal 1916 al gennaio 1918, quale Ufficiale del Genio, destinato alla Direzione tecnica dell'Aviazione. Nel 1922 passò infine all'Università di Padova, dove rimase fino alla morte. Dal 1946 fu anche professore incaricato di fisica matematica presso la Facoltà di Scienze dell'Università di Trieste. All'Ateneo triestino, alla sua morte, i familiari di Laura donarono la sua raccolta libraria che costituì uno dei nuclei originari della Biblioteca dell'Istituto di matematica; il fondo è attualmente conservato in una stanza dedicata, la “Sala Laura” dell’ex Biblioteca del Dipartimento di Matematica, Informatica e Geoscienze, oggi compresa nella Biblioteca Tecnico-Scientifica. Scienze Matematiche del Sistema Bibliotecario di Ateneo.
Il suo nome compare tra i firmatari del Manifesto degli intellettuali antifascisti di Benedetto Croce, nel terzo elenco del 22 maggio 1925.

## Gli studi
Fu autore di lavori scientifici riguardanti la teoria dell’elasticità ed in particolare indirizzò i suoi studi su problemi di elasticità non comuni, relativi cioè a mezzi elastici indefinitamente estesi; negli ultimi suoi lavori scientifici si dedicò alle equazioni che reggono l’equilibrio delle superfici flessibili e inestendibili. Si interessò anche di idrodinamica (teoria dei vortici), di geometria differenziale, di analisi pura, di geodesia e di meccanica.
Fu socio dell'Accademia Peloritana dei Pericolanti, dell’Istituto Lombardo di Scienze e Lettere, dell'Istituto veneto di scienze, lettere ed arti, di cui fu Commissario straordinario dal 1945 al 1946, della Società Astronomica Italiana e dell’Accademia patavina di scienze, lettere ed arti, della quale fu anche presidente nell'ultimo anno della sua vita.